# Puchar Sześciu Narodów 2014
Puchar Sześciu Narodów 2014 (2014 Six Nations Championship, a także od nazwy sponsora turnieju, Royal Bank of Scotland – 2014 RBS 6 Nations) – piętnasta edycja Pucharu Sześciu Narodów, corocznego turnieju w rugby union rozgrywanego pomiędzy sześcioma najlepszymi zespołami narodowymi półkuli północnej. Turniej odbył się pomiędzy 1 lutego a 15 marca 2014 roku. Pucharu broniła reprezentacja Walii.
Wliczając turnieje w poprzedniej formie, od czasów Home Nations Championship i Pucharu Pięciu Narodów, była to 120. edycja tych zawodów. W turnieju brały udział reprezentacje narodowe Anglii, Francji, Irlandii, Szkocji, Walii i Włoch.
Rozkład gier opublikowano w kwietniu 2013 roku, po dwóch latach przerwy powracając do organizacji meczów w piątki. Sędziowie spotkań zostali wyznaczeni 10 grudnia 2013 roku.
Do ostatniej kolejki spotkań trzy zespoły – Irlandia, Anglia i Francja – przystępowały z szansami na końcowy triumf, co stwarzało kilka możliwych scenariuszy:
- zwycięstwo Anglii – Anglia pokonuje Włochy, Irlandia remisuje z Francją;
- zwycięstwo Irlandii – przynajmniej remis Irlandczyków przy maksymalnie remisie Anglii;
- zwycięstwo Francji – Francja pokonuje Irlandię przy maksymalnie remisie Anglii;
- przy zwycięstwach Irlandii i Anglii o triumfie decydować miała lepsza różnica punktów między tymi zespołami;
- przy zwycięstwach Anglii i Francji o triumfie decydować miała lepsza różnica punktów między tymi zespołami.

Ponad czterdziestopunktowe zwycięstwo Anglików w Rzymie okazało się jednak za niskie, bowiem Irlandczycy w ostatnim meczu Briana O’Driscolla w dramatycznych okolicznościach pokonali Francuzów zdobywając Puchar Sześciu Narodów po raz pierwszy od roku 2009. Najwięcej punktów w turnieju zdobył Jonathan Sexton, który wraz z Mikiem Brownem triumfował również w klasyfikacji przyłożeń. Z grona szesnastu zawodników wytypowanych przez organizatorów za najlepszego został uznany reprezentant Anglii, Mike Brown.
Podczas zawodów pięćdziesiąte występy zaliczyli Pascal Papé, Rob Kearney, Leigh Halfpenny, Paul James, Jamie Roberts, dodatkowo w setnym meczu w kadrze wystąpił Marco Bortolami. Sergio Parisse i Martin Castrogiovanni zostali najbardziej doświadczonymi włoskimi rugbystami wyprzedzając Andrea Lo Cicero, Gethin Jenkins poprawił walijskie osiągnięcie Stephena Jonesa, Brian O’Driscoll swym sto czterdziestym spotkaniem pobił zaś światowy rekord George'a Gregana w liczbie występów w testmeczach.
W turnieju, po raz pierwszy od edycji 2006, zawodnicy ujrzeli czerwone kartki. W meczu Włochy–Francja sędziowanym przez Jaco Peypera dwie, za bójkę z uderzaniem przeciwnika głową, otrzymali Michele Rizzo i Rabah Slimani. Trzeci incydent miał miejsce w meczu Walia–Szkocja – Jérôme Garcès początkowo żółtą kartką odesłał Stuarta Hogga z boiska na dziesięć minut za atak ramieniem w głowę rywala, jednak po obejrzeniu powtórek na telebimie zmienił decyzję i pokazał zawodnikowi czerwoną kartkę.
W kwietniu 2014 roku IRB opublikowała statystyki tej edycji.

## Uczestnicy
| Zespół   | Stadion            | Miasto   | Trener               | Kapitan                        |
| -------- | ------------------ | -------- | -------------------- | ------------------------------ |
| Anglia   | Twickenham         | Londyn   | Stuart Lancaster     | Chris Robshaw                  |
| Francja  | Stade de France    | Paryż    | Philippe Saint-André | Thierry Dusautoir Pascal Papé  |
| Irlandia | Aviva Stadium      | Dublin   | Joe Schmidt          | Paul O’Connell Jamie Heaslip   |
| Szkocja  | Murrayfield        | Edynburg | Scott Johnson        | Kelly Brown Greig Laidlaw      |
| Walia    | Millennium Stadium | Cardiff  | Warren Gatland       | Sam Warburton Alun Wyn Jones   |
| Włochy   | Stadio Olimpico    | Rzym     | Jacques Brunel       | Sergio Parisse Marco Bortolami |

## Mecze

### Tydzień 1
| 1 lutego 201414:30 | Walia                                               | 23:15(17:3) | Włochy                            | Millennium Stadium, Cardiff Widzów: 66 974 Sędzia: John Lacey |
| 1 lutego 201414:30 | Cuthbert 5 (P) Halfpenny 13 (2pd 3K) Williams 5 (P) | 23:15(17:3) | Allan 5 (pd K) Campagnaro 10 (2P) | Millennium Stadium, Cardiff Widzów: 66 974 Sędzia: John Lacey |

| 1 lutego 201418:00 | Francja                                                       | 26:24(16:8) | Anglia                                                              | Stade de France, Saint-Denis Widzów: 78 763 Sędzia: Nigel Owens |
| 1 lutego 201418:00 | Huget 10 (2P) Doussain 6 (2K) Machenaud 5 (pd K) Fickou 5 (P) | 26:24(16:8) | Farrell 8 (pd 2K) Brown 5 (P) Burrell 5 (P) Care 3 (dg) Goode 3 (K) | Stade de France, Saint-Denis Widzów: 78 763 Sędzia: Nigel Owens |

| 2 lutego 201415:00 | Irlandia                                                     | 28:6(11:3) | Szkocja        | Aviva Stadium, Dublin Widzów: 51 000 Sędzia: Craig Joubert |
| 2 lutego 201415:00 | Sexton 13 (2pd 3K) Trimble 5 (P) Heaslip 5 (P) Kearney 5 (P) | 28:6(11:3) | Laidlaw 6 (2K) | Aviva Stadium, Dublin Widzów: 51 000 Sędzia: Craig Joubert |

### Tydzień 2
| 8 lutego 201414:30 | Irlandia                                       | 26:3(13:0) | Walia           | Aviva Stadium, Dublin Widzów: 51 045 Sędzia: Wayne Barnes |
| 8 lutego 201414:30 | Sexton 14 (pd 4K) Henry 5 (P) Jackson 7 (P pd) | 26:3(13:0) | Halfpenny 3 (K) | Aviva Stadium, Dublin Widzów: 51 045 Sędzia: Wayne Barnes |
| 8 lutego 201414:30 | Phillips                                       | 26:3(13:0) |                 | Aviva Stadium, Dublin Widzów: 51 045 Sędzia: Wayne Barnes |

| 8 lutego 201417:00 | Szkocja                                                 | 0:20(0:13) | Anglia | Murrayfield Stadium, Edynburg Widzów: 67 100 Sędzia: Jérôme Garcès |
| 8 lutego 201417:00 | Care 3 (dg) Burrell 5 (P) Farrell 7 (2pd K) Brown 5 (P) | 0:20(0:13) |        | Murrayfield Stadium, Edynburg Widzów: 67 100 Sędzia: Jérôme Garcès |
| 8 lutego 201417:00 | Dunbar                                                  | 0:20(0:13) |        | Murrayfield Stadium, Edynburg Widzów: 67 100 Sędzia: Jérôme Garcès |

| 9 lutego 201416:00 | Francja                                                          | 30:10(9:3) | Włochy                                   | Stade de France, Saint-Denis Widzów: 78 700 Sędzia: Jaco Peyper |
| 9 lutego 201416:00 | Doussain 15 (3pd 3K) Picamoles 5 (P) Fofana 5 (P) Bonneval 5 (P) | 30:10(9:3) | Allan 3 (K) Iannone 5 (P) Orquera 2 (pd) | Stade de France, Saint-Denis Widzów: 78 700 Sędzia: Jaco Peyper |
| 9 lutego 201416:00 | Vahaamahina · Slimani                                            | 30:10(9:3) | Rizzo                                    | Stade de France, Saint-Denis Widzów: 78 700 Sędzia: Jaco Peyper |

### Tydzień 3
| 21 lutego 201420:00 | Walia                                            | 27:6(20:6) | Francja                      | Millennium Stadium, Cardiff Widzów: 72 086 Sędzia: Alain Rolland |
| 21 lutego 201420:00 | Halfpenny 17 (pd 5K) North 5 (P) Warburton 5 (P) | 27:6(20:6) | Doussain 3 (K) Plisson 3 (K) | Millennium Stadium, Cardiff Widzów: 72 086 Sędzia: Alain Rolland |
| 21 lutego 201420:00 | Jenkins                                          | 27:6(20:6) | Mas · Picamoles              | Millennium Stadium, Cardiff Widzów: 72 086 Sędzia: Alain Rolland |

| 22 lutego 201414:30 | Włochy                                        | 20:21(13:3) | Szkocja                                      | Stadio Olimpico, Rzym Widzów: 66 271 Sędzia: Steve Walsh |
| 22 lutego 201414:30 | Allan 13 (P pd 2K) Furno 5 (P) Orquera 2 (pd) | 20:21(13:3) | Laidlaw 6 (2K) Dunbar 10 (2P) Weir 5 (pd dg) | Stadio Olimpico, Rzym Widzów: 66 271 Sędzia: Steve Walsh |

| 22 lutego 201416:00 | Anglia                       | 13:10(3:0) | Irlandia                      | Twickenham Stadium, Londyn Widzów: 81 835 Sędzia: Craig Joubert |
| 22 lutego 201416:00 | Farrell 8 (pd 2K) Care 5 (P) | 13:10(3:0) | Kearney 5 (P) Sexton 5 (pd K) | Twickenham Stadium, Londyn Widzów: 81 835 Sędzia: Craig Joubert |

### Tydzień 4
| 8 marca 201414:30 | Irlandia                                                                                                 | 46:7(17:7) | Włochy                     | Aviva Stadium, Dublin Widzów: 52 000 Sędzia: Nigel Owens |
| 8 marca 201414:30 | Sexton 17 (2P 2pd K) Trimble 5 (P) Healy 5 (P) Cronin 5 (P) Jackson 4 (2pd) McFadden 5 (P) McGrath 5 (P) | 46:7(17:7) | Sarto 5 (P) Orquera 2 (pd) | Aviva Stadium, Dublin Widzów: 52 000 Sędzia: Nigel Owens |

| 8 marca 201417:00 | Szkocja                                             | 17:19(14:9) | Francja                                         | Murrayfield Stadium, Edynburg Widzów: 67 144 Sędzia: Chris Pollock |
| 8 marca 201417:00 | Hogg 5 (P) Laidlaw 4 (2pd) Seymour 5 (P) Weir 3 (K) | 17:19(14:9) | Machenaud 11 (pd 3K) Huget 5 (P) Doussain 3 (K) | Murrayfield Stadium, Edynburg Widzów: 67 144 Sędzia: Chris Pollock |

| 9 marca 201415:00 | Anglia                                       | 29:18(20:15) | Walia             | Twickenham Stadium, Londyn Widzów: 81 641 Sędzia: Romain Poite |
| 9 marca 201415:00 | Care 5 (P) Farrell 19 (2pd 5K) Burrell 5 (P) | 29:18(20:15) | Halfpenny 18 (6K) | Twickenham Stadium, Londyn Widzów: 81 641 Sędzia: Romain Poite |
| 9 marca 201415:00 | Jenkins                                      | 29:18(20:15) |                   | Twickenham Stadium, Londyn Widzów: 81 641 Sędzia: Romain Poite |

### Tydzień 5
| 15 marca 201413:30 | Włochy                     | 11:52(6:24) | Anglia                                                                                     | Stadio Olimpico, Rzym Widzów: 57 750 Sędzia: Pascal Gaüzère |
| 15 marca 201413:30 | Orquera 6 (2K) Sarto 5 (P) | 11:52(6:24) | Farrell 22 (P 7pd K) Brown 10 (2P) Nowell 5 (P) Vunipola 5 (P) Tuilagi 5 (P) Robshaw 5 (P) | Stadio Olimpico, Rzym Widzów: 57 750 Sędzia: Pascal Gaüzère |
| 15 marca 201413:30 | Bortolami                  | 11:52(6:24) |                                                                                            | Stadio Olimpico, Rzym Widzów: 57 750 Sędzia: Pascal Gaüzère |

| 15 marca 201414:45 | Walia | 51:3(27:3) | Szkocja       | Millennium Stadium, Cardiff Widzów: 73 547 Sędzia: Jérôme Garcès |
| 15 marca 201414:45 | Biggar 14 (4pd 2K) L. Williams 5 (P) North 10 (2P) Roberts 10 (2P) Faletau 5 (P) R. Williams 5 (P) Hook 2 (pd) | 51:3(27:3) | Laidlaw 3 (K) | Millennium Stadium, Cardiff Widzów: 73 547 Sędzia: Jérôme Garcès |
| 15 marca 201414:45 | Hogg | 51:3(27:3) |               | Millennium Stadium, Cardiff Widzów: 73 547 Sędzia: Jérôme Garcès |

| 15 marca 201418:00 | Francja                                            | 20:22(13:12) | Irlandia                           | Stade de France, Saint-Denis Widzów: 80 000 Sędzia: Steve Walsh |
| 15 marca 201418:00 | Machenaud 10 (2pd 2K) Dulin 5 (P) Szarzewski 5 (P) | 20:22(13:12) | Sexton 17 (2P 2pd K) Trimble 5 (P) | Stade de France, Saint-Denis Widzów: 80 000 Sędzia: Steve Walsh |